# Предраг Ајтић
Предраг Ајтић (Призрен, 1921 — Београд, 1979), учесник Народноослободилачка борба и друштвено-политички радник СР Србије.

## Биографија
Био је члан КПЈ-а од 1938. године. 
Пре рата је био секретар Месног Комитета КПЈ-а за Призрен, члан Обласног комитета(ОбК) КПЈ-а за Косово и Метохију. У народноослободилачком покрету (НОР) је сем осталог био и политички комесар Градског Штаба за Косово и Метохију. После рата је био секретар СК КПЈ за Призрен, организациони секретар ОбК за Косово и Метохију и члан Централног комитета Савеза комуниста Србије(СКС), секретар обласног СУБНОР-а, потпредседник Извршног већа Косова, амбасадор СФРЈ у Софији. Био је члан Извршног комитета ЦК СКС и председник Републичке конференције Социјалистички савез радног народа Југославије(ССРНЈ). У периоду еуфорије национализма и либерализма припадао је групи либерала у СКС. Због тога је у јуну 1973. године смењен са дужности председника РК ССРН Србије, а у априлу 1974. искључен из СКЈ. 
Носилац је Партизанске споменице 1941.